# Frankrike i olympiska sommarspelen 1896
Frankrike deltog med 13 deltagare vid de olympiska sommarspelen 1896 i Aten. Totalt vann de elva medaljer och slutade på fjärde plats i medaljligan. 

## Medaljer

### Guld
- Léon Flameng - Cykling, 100 km
- Paul Masson - Cykling, tempolopp
- Paul Masson - Cykling, 2 km
- Paul Masson - Cykling, 10 km
- Eugène-Henri Gravelotte - Fäktning, florett

### Silver
- Léon Flameng - Cykling, 10 km
- Alexandre Tuffèri - Friidrott, tresteg
- Henri Callot - Fäktning, florett
- Joanni Perronet - Fäktning, florett för fäktmästare

### Brons
- Léon Flameng - Cykling, 2 km
- Albin Lermusiaux - Friidrott, 1500 m

### Allmänna källor
- Mallon, Bill; Ture Widlund (1998) (PDF). The 1896 Olympic Games. Results for All Competitors in All Events, with Commentary. Jefferson: McFarland. ISBN 0-7864-0379-9. http://www.aafla.org/6oic/OfficialReports/Mallon/1896.pdf. Läst 4 november 2011 Arkiverad 14 maj 2011 hämtat från the Wayback Machine.
- ”France at the 1896 Athina Summer Games”. Sports Reference. Arkiverad från originalet den 26 juli 2011. https://web.archive.org/web/20110726041705/http://www.sports-reference.com/olympics/countries/FRA/summer/1896/. Läst 4 november 2011.